# Ulcerös kolit
Ulcerös kolit avser blödande tjocktarmsinflammation och är en autoimmun inflammatorisk tarmsjukdom, som endast berör tjocktarmen och ändtarmen. 
Den räknas in i gruppen inflammatorisk tarmsjukdom (IBD), där även Crohns sjukdom och mikroskopisk kolit ingår. Inflammationen uppkommer av att kroppens immunförsvar börjar angripa den egna vävnaden. Sjukdomen kommer i attacker, så kallade skov, och blir i allmänhet mer allvarliga ju mer utbredd sjukdomen är, även om det är väldigt individuellt. Sjukdomens utbredning brukar delas in i proktit (endast ändtarmen), vänstersidig kolit (från rektum upp till tjocktarmens första krök på vänster sida om buken) och total eller pankolit (hela änd- och tjocktarmen är inflammerad). Skoven kan komma med ett par månaders mellanrum men kan också hålla sig borta i flera år.

## Symptom
- Diarré
- Slem (keriorré) och blod i avföringen
- Feber
- Många toalettbesök om dagen
- Krampliknande smärta i tjocktarmen i samband med toalettbesök
- Smärta i muskler och leder
- Trötthet
- Viktminskning

Om man misstänker att man har ulcerös kolit, bör man söka läkare, då det är viktigt att få inflammationen under kontroll i ett tidigt skede.

## Orsaker
Man vet inte mycket om vilka mekanismer som gör att sjukdomen debuterar och brukar tala om en kombination av arv, miljö (PFOA/c8) och kost. Stress kan vara en bidragande orsak både till sjukdomens debut och nya skov, men detta gäller inte alla personer. Kosten kan ha en viss betydelse. Icke-rökare drabbas oftare av ulcerös kolit; rökstopp kan trigga i gång sjukdomen.

## Behandling
Behandlingen går i första hand ut på att häva skovet. Detta görs med antiinflammatoriska mediciner, framförallt kortison. Därefter läggs underhållsmediciner till vilka skall hjälpa till att hålla framtida skov borta. Vid långvariga skov kan det bli aktuellt med andra mediciner för att undvika kortisonberoende och kortisonets skadliga effekter på kroppen. Vid svår ulcerös kolit kan det bli aktuellt med operation då den inflammerade delen av tarmen avlägsnas och resten kopplas ihop igen. Vanligtvis får patienten gå med stomi ("påse på magen") i de månader det tar för tarmen att läka. I Sverige väljer man i första hand medicinsk terapi och opererar bara i nödfall. Aferesbehandling är en metod som visat sig ha gott resultat.